# دير الأنبا بسنتاؤس بنقادة
دير الأنبا بسنتاؤس بنقادة ويُعرف مُختصراً باسم دير القديس، هو دير قبطي أرثوذكسي وأحد الأديرة العامرة بصحراء نقادة غرب النيل . يقع الدير علي بعد 12كم غرب مدينة نقادة، ويبعد بحوالي 200 متر الي الجنوب الشرقي عن دير مار جرجس المجمع كما يقع بين دير الصليب ودير ماربقطر ويبعد عند دير الملاك حوالى 6.5 كم ، وتعتبر الكنيسة هي ماتبقى من الكنيسة القديمة وهي كنيسة من الكنائس القرن الـ 18و19 ميلادية وهي ذات اثنتا عشر قبة وان كانت استدارة الحائط القبلى والبحرى، وباب الكنيسة في منتصف الحائط البحرى ويوجد بالجبل غرب الدير اثار كثيرة لأديرة ومغارات مهدمة وبها كثير من الفخار القبطى وهي غالباً ماكانت من بقايا الحياة الرهبانية لمنطقة نقادة آنذاك .

## وصلات خارجية
- دير الأنبا بسنتاؤس بنقادة. موقع الأنبا تكلا هيمانوت (دير القديس الأنبا بسنتاؤس | دير الأنبا بسنتي القبطي الأرثوذكسي، نقادة، قنا، مصر).
- دير القديس الأنبا بسنتاؤس. موقع جريدة الوطن («بسنتاؤس».. قصة القديس الذي عثرت الكنيسة على جثمانه بعد 14 قرنا).